# Eis-Rollsport Gemeinschaft Iserlohn
L'Eis-Rollsport Gemeinschaft Iserlohn è un club tedesco di hockey su pista fondato nel 1954 ed avente sede a Iserlohn nel land della Renania Settentrionale-Vestfalia.
Nella sua storia ha vinto 9 campionati nazionali e 6 Coppe di Germania.
La squadra disputa le proprie gare interne presso l'Hembergsporthalle, a Iserlohn.

## Palmarès

### Titoli nazionali
15 trofei
- Campionato tedesco: 9
  - 1976, 1977, 1986, 2005-06, 2007-08, 2008-09, 2014-15, 2015-16, 2016-17
- Coppa di Germania: 6
  - 2003-04, 2004-05, 2008-09, 2010-11, 2011-12, 2012-13